# Ji Wallace
Ji Wallace (Lismore, 23 giugno 1977) è un ginnasta australiano nella disciplina del trampolino elastico.

## Biografia
Ha partecipato, vestendo i colori dell'Australia, ai Giochi olimpici di Sydney 2000 e ha vinto la medaglia d'argento nel trampolino elastico.
Nel 2005 ha fatto coming out dichiarando la propria omosessualità. È stato il primo australiano nominato ambasciatore dei Gay Games . Nel 2012 rivela la propria positività all'HIV.